# Bedenica
Bedenica je općina u Hrvatskoj. Nalazi se u Zagrebačkoj županiji.

## Zemljopis
Općina se nalazi 40 km od gradova Zagreba i Varaždina, te 10 km od grada Sveti Ivan Zelina. Površina općine je 21,72 km2.

## Stanovništvo
Po popisu stanovništva iz 2021 godine, općina Bedenica imala je 1266 stanovnika, raspoređenih u 6 naselja:
- Bedenica – 483
- Beloslavec – 218
- Bosna – 89
- Omamno – 145
- Otrčkovec – 35
- Turkovčina – 296

| broj stanovnika | 801   | 874   | 1028  | 1256  | 1472  | 1761  | 1846  | 1980  | 2142  | 2130  | 2017  | 1844  | 1698  | 1600  | 1522  | 1432  | 1266  |
|                 | 1857. | 1869. | 1880. | 1890. | 1900. | 1910. | 1921. | 1931. | 1948. | 1953. | 1961. | 1971. | 1981. | 1991. | 2001. | 2011. | 2021. |

| broj stanovnika | 267   | 294   | 381   | 446   | 519   | 614   | 631   | 637   | 679   | 682   | 620   | 585   | 549   | 515   | 535   | 555   | 483   |
|                 | 1857. | 1869. | 1880. | 1890. | 1900. | 1910. | 1921. | 1931. | 1948. | 1953. | 1961. | 1971. | 1981. | 1991. | 2001. | 2011. | 2021. |

## Uprava
Načelnik je Slavko Cvrlja.
Predsjednik Općinskog vijeća je Ines Škof.

## Povijest
"Župa ova jest sva bregovita. Na južnoj strani proteže se gora Zelinska, od zapada gora Žitomirska, od sjevera gore Toševečka i Turkovečka: u ovoj nalazi se kroz veliku dolinu prolaz uzak iz zemlje načinjen, zvani "zemeljski most", i polak ustnog predanja je podignjen u ratu s Turcima u starodavno vrijeme; od istoka pako rasprestira se gora nazvana Gliboko."  (opis župe Bedenice iz 1850. godine)

## Gospodarstvo
- Kudelić d.o.o.
- BMD Stil d.o.o.
- EuroMilk d.o.o.

## Spomenici i znamenitosti
- Kulturno-povijesna cjelina Bedenica, kompleks zgrada
- Tradicijska kuća s okućnicom
- Crkva Svih svetih, nalazi se 10 kilometara sjevernoistočno od Svetog Ivana Zeline, vrijedno je razgledati župnu crkvu Svih svetih, koja potječe vjerojatno iz XIII. stoljeća. Podignuta je na strateški važnom brežuljku, ima zvonik nad pročeljem, debele zidove poput bedema za obranu, potpornjake, gotički nadsvođeno svetište i romanički okrugli otvor (oculus) iza glavnog oltara. Sudeći po debelim zidovima, okolno se pučanstvo za turskih provala i zalijetanja u ove krajeve, zasigurno sklanjalo u crkvu. U zaglavnom kamenu iznad ulaznih vrata zapisana je 1811. godina kao godina popravka i uređenja crkve.

AD 2007. župa Svih svetih slavi 820. godišnjicu postojanja. Pokojni bedenički župnik Mirko pl. Marenčić je 1913. g. napisao: "Čitao sam spis županije Križevačke iz 1187. gdje se među župama ovoga kotara spominje Sesvečina koja graniči sa Svetim Ivanom Zelinom, s potokom Moravče koji kraj Komina utječe u Bedenicu, a ova u Lonju"

## Obrazovanje
- Osnovna škola Bedenica (1. – 8. razred). Školu pohađa oko 150 učenika.

## Kultura
KUD Danica iz Bedenice osnovan je 9. rujna 2001. godine. Grupa mladih poklonika narodne tradicije i kulturne baštine pokrenula je tada inicijativu za oživljavanje kulturnog života i obnovu rada kulturno-umjetničkog društva Danica koji je djelovao na području Bedenice između dva svjetska rata. Nakon tog vremena kulturni rad je utihnuo.
Društvo je osnovano s ciljem dobrovoljnog okupljanja građana (pogotovo mlađih) radi organiziranog bavljenja kulturno-umjetničkim radom u svrhu zaštite i promicanja narodnih običaja, glazbe, plesova i pjesama svojeg kraja i cijele Republike Hrvatske te prikupljanje i očuvanje povijesne i etnografske baštine, isključujući pri tome svaki profesionalizam. 
Društvo ima šezdesetak članova. U Društvu djeluju četiri sekcije: tamburaški orkestar, folklorni ansambl, pjevači zbor i dramska sekcija.

## Šport
- NK Strmec Bedenica

## Vanjske poveznice
- Službene stranice općine Bedenica